# Sennely
Sennely ist eine französische Gemeinde mit 680 Einwohnern (Stand: 1. Januar 2022) im Département Loiret in der Region Centre-Val de Loire. Sie gehört zum Arrondissement Orléans und zum Kanton La Ferté-Saint-Aubin. Die Einwohner werden Senneliaciens genannt.

## Geographie
Sennely liegt etwa 31 Kilometer südsüdöstlich von Orléans. Durch die Gemeinde fließt der Cosson. Umgeben wird Sennely von den Nachbargemeinden Vienne-en-Val im Norden, Vannes-sur-Cosson im Osten, Souvigny-en-Sologne im Süden, Vouzon im Südwesten sowie Ménestreau-en-Villette im Westen.

## Bevölkerungsentwicklung
| Jahr      | 1962 | 1968 | 1975 | 1982 | 1990 | 1999 | 2008 | 2018 |
| Einwohner | 616  | 512  | 450  | 432  | 437  | 523  | 605  | 712  |

## Sehenswürdigkeiten

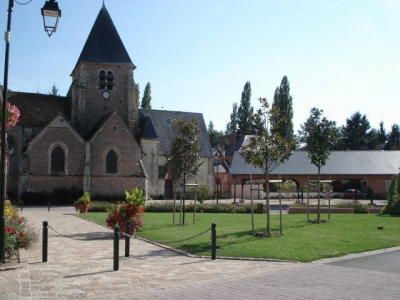
Kirche Saint-Jean-Baptiste

- Kirche Saint-Jean-Baptiste aus dem 13., 18. und 19. Jahrhundert, Ende des 19. Jahrhunderts restauriert
- Schloss La Turpinière aus dem 17. Jahrhundert mit Umbauten aus dem 18. und 19. Jahrhundert, seit 1989 Monument historique
- Schloss Courtail aus dem Jahre 1874
- zwei Wegkreuze
- Wald von Lamotte-Beuvron

## Persönlichkeiten
- Augustin François César Prouvençal de Saint-Hilaire (1779–1853), Botaniker
- Gaston Lenôtre (1920–2009), Konditor und Chocolatier